# 溪湖糖廠
溪湖糖廠是一座位於臺灣彰化縣溪湖鎮的製糖工廠，曾是1950年代後彰化縣境內唯一維持常態性運轉的糖廠；已於2002年停止製糖業務，並轉型為觀光園區。

## 歷史

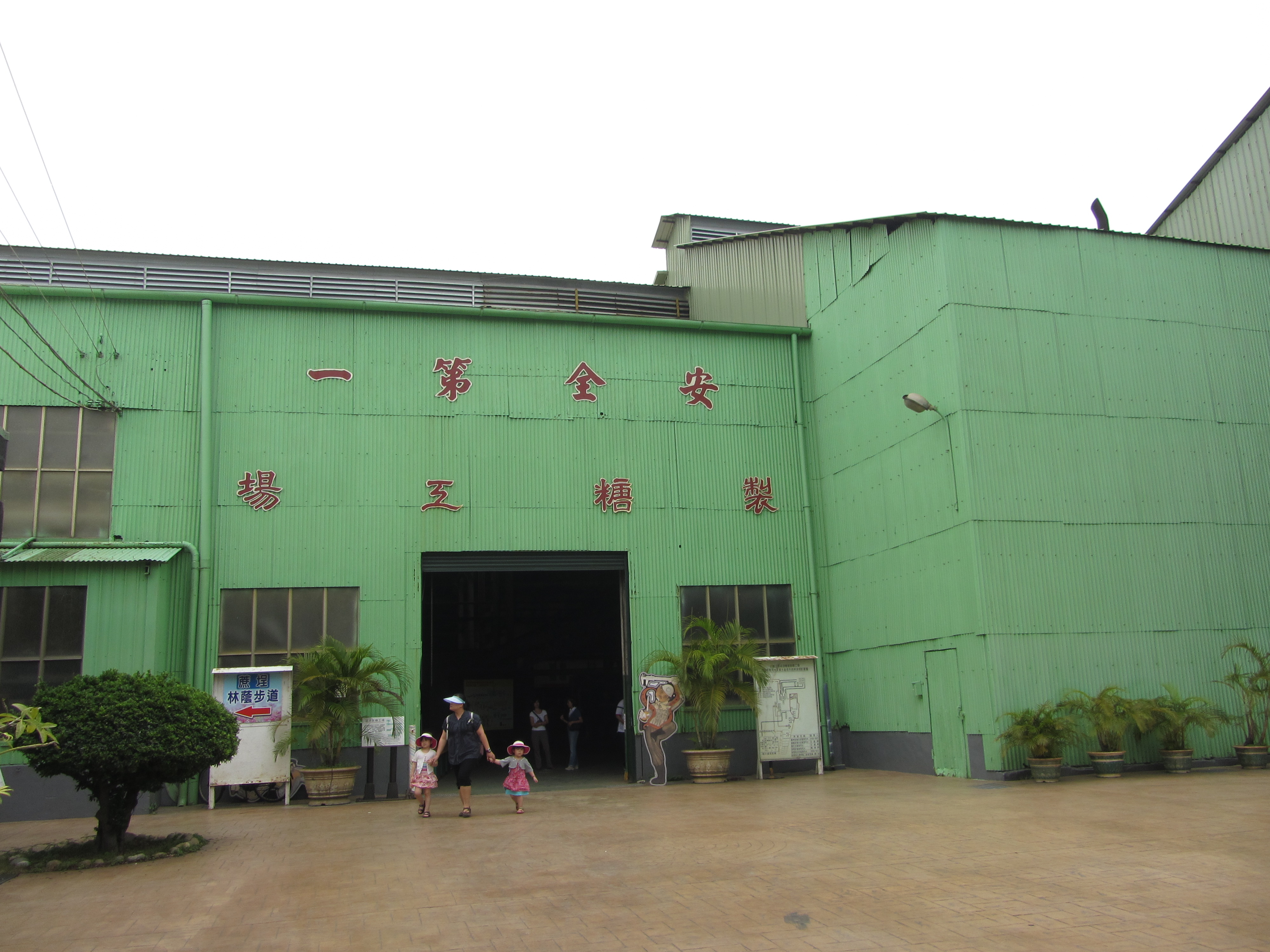
溪湖製糖工廠

### 日治時期
鹿港的地方仕紳辜顯榮在1901年即在二林上堡、馬芝堡投資設立水圳工事，其於1903年完工，之後陸續合併了在溪湖地區由蔡春梅、陳梓成等人所有的四處改良糖廍，並設置大排沙、三省庄、頂藔、連交厝工場。1919年10月，辜顯榮設立「大和製糖株式會社」，繼承了其所有的四處糖部。1920年7月，辜顯榮開始與明治製糖討論合併事宜，於10月1日將大和製糖合併至「明治製糖」，並將四處工場合併成「溪湖工場」，是750噸的粗糖工場，在同日開始製糖作業。1929年，蒜頭工場在擴建後，將部分設備移至溪湖工場。1934年，溪湖工場增設五重壓榨機，使能力提升至1,500噸，其地址為臺中州員林郡溪湖街汴頭字大竹圍12番地。
另外，明治製糖在1921年1月向台灣總督府提出設立小學校的申請，以供糖廠的日人子女就學，並於同年4月1日在溪湖工場內設立「溪湖尋常小學校」。1941年4月，學校改制為「溪湖國民學校」，為現在湖南國小的前身。

### 戰後
戰後1945年，明治製糖溪湖工場由政府當局暫時接管，命名為「臺灣糖業接管委員會溪湖糖廠」。1946年5月，臺灣糖業公司成立。1950年7月，台糖實行「總廠制」，更名為「臺中總廠溪湖糖廠」；同年10月，因應各糖廠內部需求，公司由上海引進設備，並成立「溪湖糖廠油漆工廠」。1954年，溪湖糖廠併入溪州糖廠及彰化糖廠。1969年，臺中總廠因原料供應問題遭撤銷，改為由總公司接管，此時名為「溪湖糖廠」。1974年起，耗費三年擴建廠房，預計提高單日壓榨量至4,000噸。1984年，油漆工廠移轉至臺糖福利總會經營，並改名「福糖油漆塗料廠」。
2002年3月8日，溪湖製糖工廠正式結束製糖業務；同年6月16日，觀光小火車正式開始營運，而福糖油漆塗料廠在年底結束營運。2005年，溪湖糖廠成為臺灣糖業股份有限公司臺中區處。 
2007年12月9日，346號蒸氣機車修復完成，再度開始行駛於觀光路線。

### 現況
溪湖糖廠已於2002年7月停止製糖，廠區後轉型為觀光文化園區，並透過文建會積極向聯合國國際工業遺產保存委員會爭取列入「世界工業遺產」名單。園區內設有文物館、蒸氣火車展示館、觀光彩繪小火車、製糖工廠、冰品部、烤肉區等。現由臺灣糖業公司臺中區處管轄（該單位之辦公室位於廠內，其轄區包括原臺中糖廠、月眉糖廠、埔里副產加工廠等）。

## 歷任廠長
| 時間                        | 姓名   |
| --------------------------- | ------ |
| 民國34年10月 - 民國35年8月  | 陳器   |
| 民國35年9月 - 民國36年6月   | 王濟仁 |
| 民國36年7月 - 民國40年6月   | 錢鴻威 |
| 民國40年6月 - 民國42年5月   | 簡實   |
| 民國42年6月 - 民國43年7月   | 周厚樞 |
| 民國53年7月 - 民國54年2月   | 黃綺堂 |
| 民國54年2月 - 民國58年6月   | 陳懋勤 |
| 民國58年7月 - 民國62年5月   | 黃端如 |
| 民國62年6月 - 民國67年6月   | 高育群 |
| 民國67年7月 - 民國73年4月   | 唐瑞生 |
| 民國73年4月 - 民國76年2月   | 唐必敬 |
| 民國76年2月 - 民國78年11月  | 吳祖澄 |
| 民國78年11月 - 民國82年7月  | 林拓南 |
| 民國82年7月 - 民國85年9月   | 王忠雄 |
| 民國85年9月 - 民國90年11月  | 徐榮華 |
| 民國90年11月 - 民國94年12月 | 洪英輝 |
| 民國94年12月 - 民國99年4月  | 賴才稜 |

## 設施

### 製糖工廠
為廠區最具價值之資產，其高大煙囪為糖廠的精神象徵。自1921年開始運作後，每年產出品質優良的砂糖，其利潤為早期臺灣社會賺進大量外匯。1976年後，成為臺灣單日壓榨量最高的製糖工廠。隨著國際糖價趨向低落，並配合政策調整，於2002年7月1日起停止製糖。廠房內部設施保存良好；原先製糖用的壓榨機、鍋爐、分蜜機等，經規劃及整理後，有專人負責導覽解說及維修的工作。例假日免費開放遊客參觀並有提供播放相關影片。

### 鐵路設施

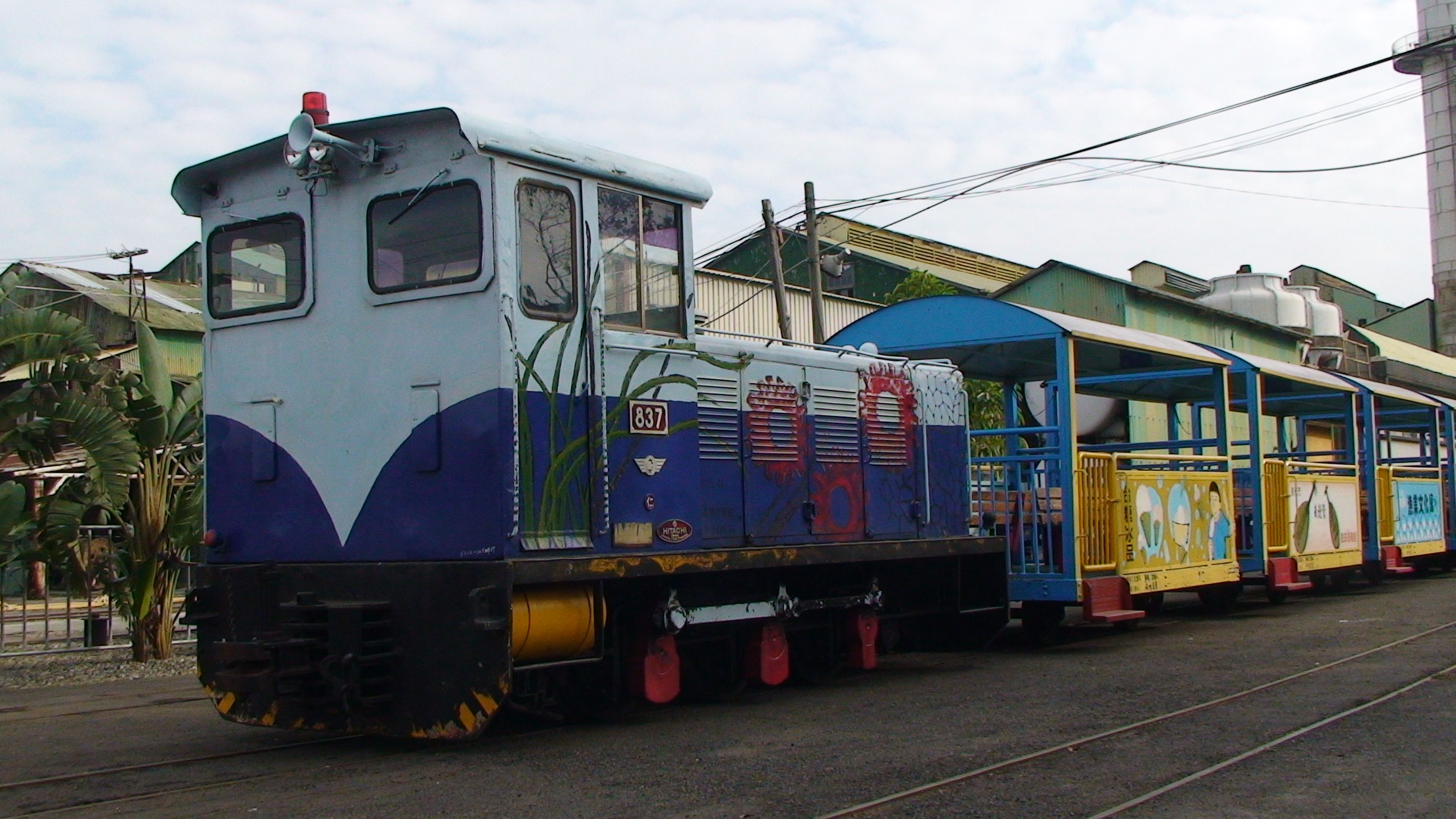
溪湖糖廠是目前臺灣唯一使用日立牌內燃機車的糖廠

其軌距為762毫米，約為國際標準軌距的一半，而中華民國稱一半為「五分仔」，因此又稱「五分車」。 

#### 路線
- 鹿港線
- 員林線
- 王功線、王功複線
- 大排沙線
- 牛稠子線
- 田林線（南北平行預備線的一部分）
- 水尾線、水尾延長線

#### 現況

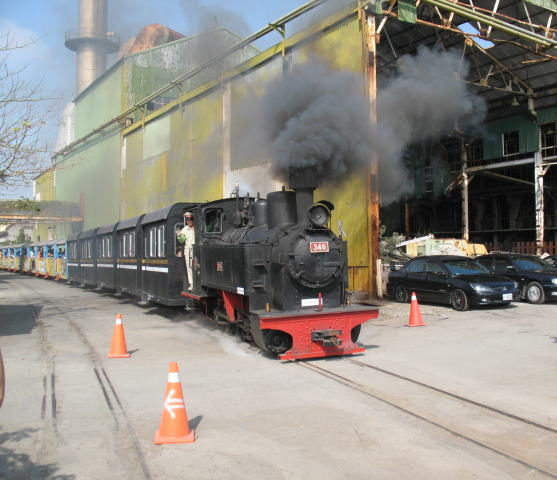
溪湖糖廠的觀光五分車

觀光小火車的車廂是由過去運輸甘蔗的車輛改裝而成，其列車以346號蒸汽機車或日立牌內燃機車牽引。列車自溪湖糖廠行至濁水站後調頭折返，來回全程約七公里、歷時約五十分鐘。隨車配有一名導覽解說員為遊客進行講解；路線兩旁有許多在地特有農產，如葡萄、花椰菜、韭菜等。為目前有觀光五分車行駛的糖廠之一（溪湖糖廠、蒜頭糖廠、烏樹林糖廠、新營糖廠及橋頭糖廠）。

#### 346號蒸氣機車
346號蒸氣機車為溪湖糖廠鎮廠之寶，1948年由比利時AFB（全名 Anglo-Franco-Belge）廠製造；民國38年至43年間，配屬於彰化溪洲糖廠，後調至溪湖糖廠牽引運蔗列車；1977年，因臺糖配合鐵道柴油內燃化政策而停用。經糖廠員工細心修復，以及彰化縣政府與文建會提供補助經費，今已修復完成，並於2007年開始牽引觀光小火車。

## 外部連結
- 台灣糖業股份有限公司中彰區處全球資訊網
- 台糖全球中文入口網-溪湖糖廠 （页面存档备份，存于）
- 溪湖糖廠-台灣製糖工廠百年文史地圖 （页面存档备份，存于）
- 彰化縣政府旅遊資訊網 （页面存档备份，存于）
- (彰化縣, 台灣)溪湖糖廠 - 旅遊景點評論 - TripAdvisor （页面存档备份，存于）

### 關於鐵路

#### 遺跡
- 溪湖糖廠鐵道 @ 看橋工房鐵道遺跡篇:: 隨意窩Xuite日誌 （页面存档备份，存于）

#### 路線
- (ticket0610), ticket. . 隨意窩 Xuite日誌.   [2016-12-01]. （原始内容存档于2016-12-01）.
- . www.google.com.   [2016-12-01]. （原始内容存档于2016-12-01）.

23°57′7.3″N 120°28′52.3″E / 23.952028°N 120.481194°E